# Club Atlético Almirante Brown (Malagueño)
El Club Atlético Almirante Brown (también conocido como Brown de Malagueño) es un club deportivo de la localidad de Malagueño, Departamento Santa María, Provincia de Córdoba. El club abarca varias actividades aunque se destaca principalmente en el fútbol. En la temporada 2015 fue el campeón de la Liga Cordobesa de Fútbol por primera vez en su historia, esto le permite participar en el Torneo Federal Amateur.

## Historia

### Fundación (1919-1927)
Fue fundado el 12 de octubre de 1919 por un grupo de jóvenes que deseaban practicar fútbol en una institución propia, ya que un año antes se había fundado el primer club de fútbol de Malagueño, el Club Atlético Martín Ferreyra. Contaron con el apoyo de Don Cornelatti, el peluquero de la localidad, que sugirió el nombre de Almirante Brown. Él había sido dirigente de un club de Córdoba denominado Almirante Brown, pero cuando éste desapareció, Don Cornelatti conservó el sello de la entidad, facilitándoselo a los jóvenes. Sus primeros dirigentes fueron Martín Reyna y Carmelo Cascone. Los colores definitivos tomaron lugar en el club en el año 1927.

### Inestabilidad (1930-1990)
Desde los años 30, el club tuvo un solo objetivo: participar en la Liga Cordobesa de Fútbol. Pero éste se le negó rotundamente por lo que en 1939 se afiliaría a la Liga Amateur de Córdoba. En las temporadas de 1944 y 1949 se consagró campeón. En 1950 se afilió a la Liga Departamental de Santa María y durante una década participó en estos torneos. Durante los años 60 buscó nuevas formas de llegar a la Liga Cordobesa de Fútbol, participando en la Liga Central Cordobesa de Fútbol, con sede en la ciudad de Alta Gracia, en la Unión Malagueñense de Fútbol, en la Liga Regional de Fútbol San Roque de barrio Aeronáutico y en la Liga Regional Serrana, con sede en la localidad de La Calera. Fue gran animador de aquellos torneos, consagrándose campeón en varias oportunidades y en diferentes divisiones. En 1970 intentó afiliarse a la Liga Cordobesa de Fútbol en la Tercera División pero este pedido fue rechazado por no encontrarse dentro de la jurisdicción del Ejido Municipal de Córdoba. Volvió a afiliarse a la Liga Departamental de Santa María con el aliciente de poder participar de los Torneos Provinciales organizados por la Asociación Cordobesa de Fútbol. Sus muy buenas campañas le dieron la posibilidad de participar de los torneos de Primera B de la Liga Cordobesa de Fútbol en 1984, 1986 y 1987. En 1990 desapareció la Liga Departamental de Santa María por lo que el club quedó sin liga. Tras un tercer pedido de afiliación y entendiendo la situación por la que estaba pasando el club, finalmente fue aceptado como miembro oficial de la Asociación Cordobesa de Fútbol.

### Liga Cordobesa de Fútbol (1991-2014)
El auriazul de Malagueño disputó la Primera C de la Liga Cordobesa de Fútbol en 1990. Con el pasar de los años fue ganando terreno y protagonismo en el ascenso cordobés, superando ampliamente a su eterno rival, el Club Atlético Martín Ferreyra, que finalmente se desafiliaría. Al ser el único equipo de Malagueño en la Liga Cordobesa de Fútbol, ganó muchos seguidores que vieron al club salir campeón de la Primera C en 2001, lo que le permitió disputar la Primera B.
Tras una excelente campaña en el año 2004, clasificó a la reválida, que disputaría contra el segundo peor promedio de la Primera División, es decir, Atlético MEDEA, a quien superó llegando así por primera vez en su historia a la Primera División. Aunque luego de unos años descendió.
En 2014 volvería a conseguir el ascenso a Primera División, coronándose campeón de la Primera B por penales ante Unión Florida. Esto desencadenó un largo festejo por parte de los jugadores de Brown y el público visitante. Al retirarse del campo de juego, los futbolistas, fueron condecorados con un gran aplauso de los hinchas de Unión Florida.

### Temporada 2015
Sin embargo, el 2015 sería aún mejor para la institución ya que fueron los campeones de esta edición de la Liga Cordobesa.

#### Primera Etapa
La primera etapa fue bastante buena para el club ya que finalizó décimo con 33 puntos. A continuación una tabla con los resultados de ésta.
| Fecha | Local               | Resultado | Visitante               |
| ----- | ------------------- | --------- | ----------------------- |
| 1     | Almirante Brown     | 1-2       | Talleres                |
| 2     | All Boys            | 1-0       | Almirante Brown         |
| 3     | Almirante Brown     | 3-1       | Universitario           |
| 4     | Lasallano           | 1-3       | Almirante Brown         |
| 5     | Almirante Brown     | 3-4       | Avellaneda              |
| 6     | Atlético Carlos Paz | 2-2       | Almirante Brown         |
| 7     | Almirante Brown     | 1-1       | Las Flores              |
| 8     | Atalaya             | 1-0       | Almirante Brown         |
| 9     | Almirante Brown     | 2-3       | Unión San Vicente       |
| 10    | Villa Azalais       | 0-1       | Almirante Brown         |
| 11    | Deportivo Norte     | 1-1       | Almirante Brown         |
| 12    | Almirante Brown     | 3-0       | Deportivo Norte         |
| 13    | Libertad            | 0-0       | Almirante Brown         |
| 14    | Almirante Brown     | 2-2       | General Paz Juniors     |
| 15    | Argentino Peñarol   | 2-2       | Almirante Brown         |
| 16    | Almirante Brown     | 3-1       | San Lorenzo             |
| 17    | Barrio Parque       | 1-1       | Almirante Brown         |
| 18    | Almirante Brown     | 1-2       | Escuela Presidente Roca |
| 19    | Instituto           | 1-2       | Almirante Brown         |
| 20    | Almirante Brown     | 3-2       | Las Palmas              |
| 21    | Bella Vista         | 1-1       | Almirante Brown         |
| 22    | Almirante Brown     | 0-0       | Belgrano                |

#### Segunda Etapa
La segunda etapa la disputaba en el Grupo 2, acompañado por Atlético Carlos Paz, Lasallano, Villa Azalais y Atalaya. Finalizó primero con 13 puntos y sin perder nunca.
| Fecha | Local               | Resultado | Visitante       |
| ----- | ------------------- | --------- | --------------- |
| 1     | Atlético Carlos Paz | 1-2       | Almirante Brown |
| 2     | Almirante Brown     | 0-0       | Atalaya         |
| 3     | Villa Azalais       | 0-3       | Almirante Brown |
| 4     | Almirante Brown     | 1-0       | Lasallano       |
| 5     | Almirante Brown     | 1-0       | San Lorenzo     |

#### Semifinal
Almirante Brown jugaba la semifinal contra Barrio Parque, el primero del Grupo 3.
| Local           | Resultado | Visitante     | Estadio             | Fecha          | Hora  |
| --------------- | --------- | ------------- | ------------------- | -------------- | ----- |
| Almirante Brown | 2 - 1     | Barrio Parque | General Paz Juniors | 7 de noviembre | 16:30 |

La semifinal fue para el auriazul que ganó con gol de Marcelo Moreno y Emanuel Siles.

#### Final
La final era en cancha de Las Flores, contra Belgrano, quien se había impuesto ante Talleres con un 2 a 1
| Local    | Resultado | Visitante       | Estadio          | Fecha           | Hora  |
| -------- | --------- | --------------- | ---------------- | --------------- | ----- |
| Belgrano | 1 - 2     | Almirante Brown | Basilio Guerrero | 14 de noviembre | 16:30 |

Con goles de Hugo Pires a los 65' y Luis Barreto a los 85', se dio vuelta el partido, ya que Belgrano había hecho un gol a los 6'. Se consagró campeón Almirante Brown y clasificó al Torneo Federal C 2016.

### Torneo Federal C (2016)
Esta será la primera vez que jugara el Torneo Federal C y estará ubicado en la Zona 58 junto con Club Unión San Vicente y Club Deportivo Atalaya.
| Posición | Equipo          | Pts. | PJ | PG | PE | PP | GF | GC | DG | Estado      |
| -------- | --------------- | ---- | -- | -- | -- | -- | -- | -- | -- | ----------- |
| 1°       | Unión SV        | 7    | 4  | 2  | 1  | 1  | 5  | 3  | 2  | Clasificado |
| 2°       | Almirante Brown | 6    | 4  | 2  | 0  | 2  | 4  | 4  | 0  | Eliminado   |
| 3°       | Dep. Atalaya    | 4    | 4  | 2  | 1  | 2  | 3  | 5  | -2 | Eliminado   |

### Temporada 2016 de la Liga Cordobesa
Con una buena campaña, consigue llegar hasta las semifinales de la zona de clubes que no participan en AFA, allí enfrenta a General Paz Juniors pero termina derrotado. Ahora le tocaba enfrentar a Huracán de Barrio La France por el tercer puesto de la zona que le daba la clasificación al Torneo Federal C. Esta vez sí pudo ganar y por segunda vez en su historia (consecutiva) clasificó a un torneo de AFA.

### Torneo Federal C 2017
Sería la segunda participación nacional para el club de Malagueño y esta vez se convertiría en sorpresa. Llegó a la final contra Atenas de Río Cuarto y a falta de 7 minutos para el final convirtió un gol que le daba el ascenso, pero dos minutos más tarde Atenas igualaría la serie llevando todo a los penales, donde finalmente se terminaría consagrando. Participación histórica para Almirante Brown, que estuvo a tan solo un paso de conseguir el ascenso al Federal B.
Días más tarde con motivo de la regionalización de torneos llevada a cabo por el Consejo Federal de la AFA; el club recibió la invitación para participar del Torneo Federal B. Es muy probable que se de y será histórico para el Club Atlético Almirante Brown de Malagueño, que de esta forma jugará en la cuarta división del fútbol argentino.

## Rivalidades
El clásico rival del Auriazul es Martín Ferreyra, con el cual disputan el Clásico de Malagueño.
Grandes y apasionantes encuentros han disputado a lo largo de la historia, tanto en la extinta Liga Departamental de Santa María, como en la Liga Cordobesa; pero debido a que Martín Ferreyra se desafilio de esta última y actualmente participa en la Liga Departamental de Punilla, hace más de 20 años que no se enfrentan oficialmente.

## Uniforme
El escudo, uniforme y colores son inspirados de los de Boca Juniors.
El uniforme titular es azul oscuro con una franja dorada vertical en el medio, y el visitante es blanco con vivos amarillos.
Actualmente Patagoonik proporciona la indumentaria. Los principales patrocinadores son Além GNC, Ferrocons y Secco

### Plantel 2018
- Actualizado el 26 de enero de 2018

## Datos del Club
- Temporadas en Primera División: 0
- Temporadas en Primera B Nacional: 0
- Temporadas en Federal A: 0
- Temporadas en Federal B: 1 (2017, - )
- Temporadas en Federal C: 2 (2016, 2017)

## Palmarés

### Torneos nacionales
- Subcampeón Federal C 2017

### Torneos Regionales
- Liga Cordobesa de Futbol: 1 (Anual 2015)
- Primera B de la Liga Cordobesa: 1 (2014)
- Primera C de la Liga Cordobesa: 1 (2001)
- Otras Ligas Regionales